# Idaea demarginata
Idaea demarginata är en fjärilsart som beskrevs av Leo Schwingenschuss 1938. Idaea demarginata ingår i släktet Idaea och familjen mätare. Inga underarter finns listade i Catalogue of Life.